# Paard (astrologie)
Het paard is het zevende dier in de twaalfjaarlijkse cyclus van de Chinese dierenriem volgens de Chinese kalender. Paarden zijn volgens de Chinese astrologie: elegant, loyaal, intuïtief, vrijdenkend, populair, extravert en leergierig, maar ook tactloos, egocentrisch, onvoorspelbaar, onbevreesd en doof en blind zodra zij op een doel gefocust zijn. Het beste contact heeft het paard met de tijger, de hond en de geit (ook wel het schaap genoemd). Het minst kan hij overweg met de rat.

## Andere traditionele kenmerken
| Rang in dierenriem                     | 7de             |
| Uren                                   | 11.00-13.00 uur |
| Windrichting                           | Zuid            |
| Seizoen en maand                       | Zomer, juni     |
| Kleur                                  | Oranje          |
| Parallel (niet identiek) westers teken | Tweelingen      |
| Polariteit                             | Yang            |

## Paardjaren
Onderstaande jaren zijn jaren die in het teken van het paard staan. Let op: de Chinese maankalender loopt niet gelijk met de gregoriaanse kalender – het Chinees Nieuwjaar valt in januari of februari. Voor de jaren volgens de gregoriaanse kalender moet daarom bij onderstaande jaartallen 1 maand worden opgeteld.
1906 - 1918 - 1930 - 1942 - 1954 - 1966 - 1978 - 1990 - 2002 - 2014 - 2026 - 2038 - 2050